# 臺北于右任銅像
25°02′20″N 121°33′33″E / 25.038829°N 121.559142°E
臺北于右任銅像，為于右任去世後兩年（1966年）豎立於臺灣臺北市大安區仁愛圓環，是雕刻家陳一帆作品。圓環在1997年首屆臺北燈節作為主燈場地後，銅像於1998年初遷至國立國父紀念館碑林區。

## 歷史

### 設置由來
于右任去世後，1964年11月16日晚，八十六個單位為籌建紀念銅像在監察院禮堂集議，成立籌建委員會，推李玉階為主任委員，李子寬、陳建中、陳逢源、陳勉修、王惕吾、汪竹一、謝仁釗七人為副主委。1965年1月3日，委員會除決定在仁愛圓環處立像外，公開徵求模型，須以一尺半的泥土半身模型製成，期限為3月15日。3月18日，李玉階主持評審下，由楊亮功、李嗣璁、陳顧遠、李子寬、螘碩、郎靜山和水祥雲等廿二人，從十座作品選出陳一帆的作品。5月26日，委員會與陳一帆簽約。9月22日，泥土塑像已在臺北市撫遠路完成。12月1日，孫科主持破土典禮，李玉階、陳一帆等百餘人參與。
1966年4月10日，于右任八八冥誕，孫科在下午3點半主持揭幕時，于右任長子于望德、嚴家淦、張群、謝冠生、黃國書、李嗣璁、莫德惠、黃伯度、谷鳳翔、王新衡等千人參與。

### 昔日景象

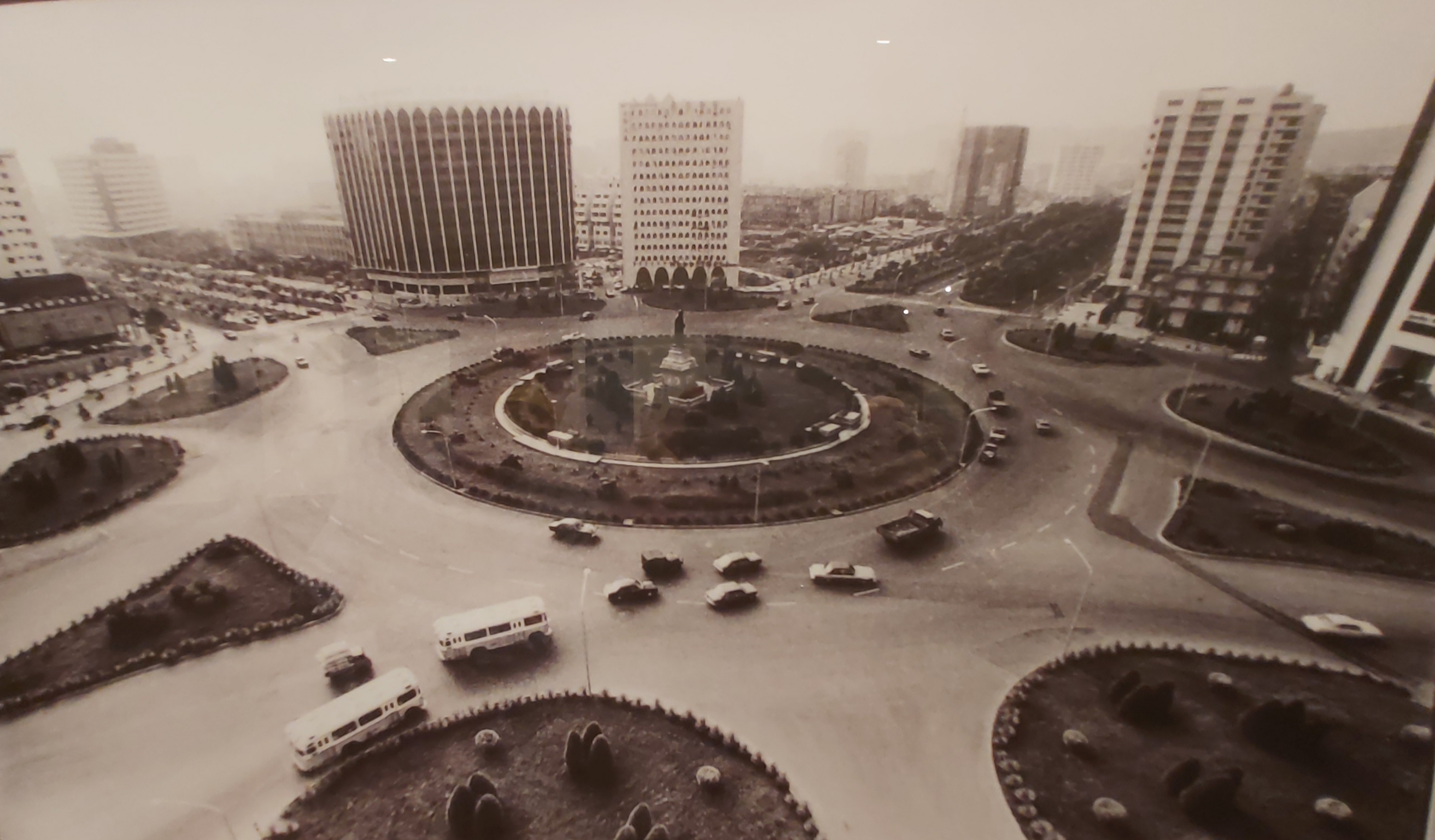
仁愛圓環中心的臺北于右任銅像

國民黨政府統治臺灣早期，在各地圓環立起巨大的政治人物銅像。臺北于右任銅像本身高與基座皆二點五公尺，銅像重四噸，方型基座上有三片碑文，耗費新台幣卅二萬六千元。圓環外加設十二座槽化島，代表青天白日。在1969年新聞，以行人看到時會懷著「無比崇敬」來形容。日久，隨著圓環的行道樹生長，銅像被樹叢擋住。

### 遷移過程
陳水扁擔任臺北市長時，1997年元宵節舉行首屆臺北燈節，從台北市政府大樓開始沿仁愛路到仁愛圓環間設置一千二百公尺長的燈海隧道，並將高達十九公尺的飛天女神主燈設於仁愛圓環。于右任銅像被套上鐵籠，以讓頂端可放上主燈。
1997年5月23日下午，陳水扁市府開會決定將銅像遷走，引起國民黨市議員林慶隆等人質疑是政治打壓。據時任臺北市政府都市發展局都市設計科正工程司的林崇傑指出，局內曾計畫將銅像遷到圓環邊人行道上，並在銅像旁加上牽著一位小孩等設計，以軟化銅像給人的刻板印象，後擔慮及負面效果而取消。7月19日，崇右企專表明想在台北縣雙溪鄉新校區或基隆市校區放置。
原計畫9月29日遷移，先暫置崇右企專基隆校區右任大樓一樓門廳。但9月26日上午，張炳煌、傅申、林谷芳等書法界為主的三十多位文化界人士來市府，陳情希望將銅像留於臺北市。當天，崇右企專總務主任韓良圻回應，學校成立便是為紀念于右任，但基於了解並尊重文化人士，願先暫停工程。9月30日，帕米爾齧雪同志會理事長李健春告知市府，于右任是帕米爾齧雪同志會的名譽理事長，因此也想爭取銅像放置士林區帕米爾公園。11月13日，在崇右企專未出席下，市府都市發展局與于右任文教基金會、帕米爾齧雪同志會、國父紀念館、中華民國書法協會、傅申、陸蓉芝開會後，決定將銅像遷至國父紀念館中山碑林。
1998年1月2日清晨2時10分，市府公園處耗費兩小時拆離銅像。次月，第二屆臺北燈節，市府在原址設置十層樓高的主燈「燈峰照吉」。至於圓環的槽化島也被市府以舒暢交通為由，拆除四座。4月19日下午3時30分，考試院長許水德主持銅像遷移揭幕儀式。

### 現在狀況
于右任銅像新址在原碑文加刻一方「遷建記」，背後有六塊刻著于右任書法的花崗石碑，周邊翠綠樹叢環抱。2016年3月27日，中國中央電視台為拍攝于右任紀錄片，來銅像處舉行開鏡儀式，于右任姪孫女于媛、張炳煌、許水德、黃光男等人參與。